# Resolución 1940 del Consejo de Seguridad de las Naciones Unidas
La resolución 1940 del Consejo de Seguridad de las Naciones Unidas, aprobada por unanimidad el 29 de septiembre de 2010, acordó levantar el embargo de armas que pesaba sobre Sierra Leona desde 1998 en virtud de lo establecido por la resolución 1171 de ese mismo año en sus párrafos 2, 4 y 5. También se acordó disolver el Comité especial creado en 1997 por orden de la resolución resolución 1132 en su párrafo 10.
El Consejo de Seguridad recordó que las acciones adoptadas en esta resolución estaban directamente vinculadas con su compromiso de suprimir las medidas tomadas en Sierra Leona, entre ellas el embargo de armas, una vez la situación en el país se hubiese estabilizado, su gobierno restaurase su presencia en todo el territorio y que las milicias fueran desarmadas. También se reafirmó con el compromiso que había asumido con Sierra Leona para conseguir la paz, el desarrollo y la seguridad en el país; agradeciendo la labor realizada hasta el momento por la Oficina Integrada de las Naciones Unidas para la Consolidación de la Paz en Sierra Leona.
El Consejo de Seguridad instó a todos los Estados miembros de la Organización a colaborar con el Tribunal Especial para Sierra Leona y la INTERPOL con el fin de conseguir capturar y juzgar a Johnny Paul Koroma en el caso de que siguiera con vida. Johnny Paul Koroma fue Jefe de Estado de Sierra Leona entre 1997 y 1998, y desde 2002 pesaban sobre él acusaciones de crímenes de guerra, crímenes de lesa humanidad y graves violaciones del derecho internacional humanitario que supuestamente se habrían cometido durante la Guerra Civil.
El mismo día en que se aprobó la resolución 1940 se acordó también prorrogar el mandato de la Oficina Integrada de las Naciones Unidas para la Consolidación de la Paz en Sierra Leona por medio de la resolución 1941.